# Deutsches Pfarrerinnen- und Pfarrerblatt
Das Deutsche Pfarrerinnen- und Pfarrerblatt

wird monatlich vom Verband evangelischer Pfarrerinnen und Pfarrer herausgegeben. Es ist für die Mitglieder des Verbandes kostenlos, kann aber auch in einem freien Abonnement bezogen werden. Mit einer Auflage von 20.000 Exemplaren ist es nach Darstellung des Herausgebers die auflagenstärkste theologische Zeitschrift in Deutschland. Viele Artikel sind im Internet frei zugänglich.

## Inhalt
In jedem Heft finden sich neben einem Editorial Beiträge zu Theorie und Praxis, Diskussion und Dialog, Impulse und Anregungen sowie Informationen aus dem Pfarrverband. Behandelt werden in unterschiedlichem Umfang Themen aus allen Disziplinen der Theologie und ihrer Nachbarwissenschaften (Philosophie, Literatur); berufsständische Themen der evangelischen Pfarrerschaft haben daran einen relativ großen Anteil ebenso wie solche zu kirchlichen Fragen. Außerdem enthält jede Ausgabe einige Predigtimpulse, die sich an der Perikopenordnung der evangelischen Landeskirchen orientieren. In der Regel finden sich im Deutschen Pfarrerinnen- und Pfarrerblatt auch Leserbriefe und Rezensionen sowie – in unterschiedlichem Umfang – auch kommerzielle Anzeigen und Stellenanzeigen.

## Geschichte
1897 wurde der erste Jahrgang herausgegeben. Der Ratgeber fürs evangelische Pfarrhaus, der von 1897 bis 1898 auf dem Markt war, ist im Deutschen Pfarrerblatt aufgegangen, ebenso wie das Verbandsblatt der Deutschen Evangelischen Pfarrervereine, das von 1909 bis 1921 in 13 Jahrgängen erschien.
Als Deutsches Pfarrerblatt kam es zunächst bis zum 15. Heft im 47. Jahrgang im Jahr 1943 heraus. Von 1943/44 bis 1944/45 war es zusammen mit den Zeitschriften Pastoralblätter, Christentum und Leben, Homiletische Monatshefte und Pfarramtspraxis in einer Arbeitsgemeinschaft unter dem Titel Pfarramt und Theologie vereinigt. In den Nachkriegsjahren 1946–48 erschien das Pfarrerblatt nicht. Mit Beginn der Neupublikation 1949 wurde die Zählung mit dem 49. Jahrgang fortgesetzt. Somit erschien 2020 der 120. Jahrgang des Deutschen Pfarrerblattes (DtPfrBl oder Dtsch. Pfarrerbl.).
Mit Heft 1 des 121. Jahrgangs erfolgte Anfang 2021 die Umbenennung in Deutsches Pfarrerinnen- und Pfarrerblatt. Zum Hintergrund der Umbenennung erläutert der Schriftleiter, dass zu erwarten sei, dass aus dem ehemals rein „männlichen Beruf“ künftig ein Berufsstand mit einem überwiegend weiblichen Anteil wird, was sich auch bereits im Namen des herausgebenden Verbandes widerspiegele. Die Namensänderung wurde auf einer Delegiertenversammlung des Verbandes beschlossen, bei der alternative Vorschläge letztlich nicht zum Zuge kamen. Der Untertitel wurde parallel von Die Zeitschrift für evangelische Pfarrerinnen und Pfarrer in Deutschland in Die Zeitschrift für Menschen im Pfarrdienst geändert.